# Haplocladium larminatii
Haplocladium larminatii är en bladmossart som beskrevs av Brotherus 1925. Haplocladium larminatii ingår i släktet Haplocladium och familjen Thuidiaceae. Inga underarter finns listade i Catalogue of Life.